# Bourgneuf-en-Retz
Bourgneuf-en-Retz foi uma comuna francesa na região administrativa da Pays de la Loire, no departamento de Loire-Atlantique. Estendia-se por uma área de 53,19 km². Em 2010 a comuna tinha 4 998 habitantes (densidade: 94 hab./km²).
Em 1 de janeiro de 2016, passou a formar parte da comuna de Villeneuve-en-Retz.